# Bartolomé Astete Núñez
Bartolomé Astete Núñez fue un político peruano. Fue hijo de Domingo Luis Astete Torres, antiguo abogado del Virreinato y diputado entre 1829 y 1832. Su hermano Pedro Astete Núñez también fue diputado y prefecto.
En los años 1840 fue subprefecto de la provincia de Quispicanchi y ocupó, por seis meses en 1843, la prefectura del Cusco. Participó en la guerra civil de 1843-1844 en su cargo de  siendo considerado como cabecilla del levantamiento que se produjo en la provincia de Urubamba. Entre 1854 y 1855 volvería a ser prefecto del Cusco nombrado por el general Miguel de San Román.
Fue miembro de la Convención Nacional del Perú (1855) por la provincia de Quispicanchi entre 1855 y 1857 que, durante el segundo gobierno de Ramón Castilla, elaboró la Constitución de 1856, la sexta que rigió en el país.